# Ryan Harrison
Ryan Harrison (Shreveport, Luisiana, 7 de mayo de 1992) es un ex-tenista profesional estadounidense. Se destaca por ser el tercer jugador más joven (desde 1990) en ganar un partido de un torneo ATP, después de Richard Gasquet y Rafael Nadal. Se convirtió en uno de los 10 jugadores en la historia del tenis en ganar un partido de ATP profesional antes de cumplir los 16 años. La victoria la logró en el Torneo de Houston de 2008 al vencer en primera ronda (tras pasar la clasificación) al uruguayo Pablo Cuevas. Alcanzó el puesto n.º 43 con 20 años recién cumplidos.

## Carrera

### 2010
En 2010 recibió una invitación para jugar el US Open y allí derrotó en primera ronda al cabeza de serie n.º 15, Ivan Ljubičić. En segunda ronda perdió en la muerte súbita del quinto set, después de desperdiciar tres puntos de partido, ante el ucraniano Sergiy Stakhovsky.

### 2011
Empezó la temporada jugando el Brisbane International, sorteando con éxito la clasificación, pero cayendo derrotado en primera ronda ante Robin Söderling por 2-6 y 4-6.
En el primer Grand Slam del año, el Abierto de Australia cayó a manos de Adrian Mannarino por 4-6, 3-6 y 4-6.
Después de una mal inicio de temporada ganó el Challenger de Honolulu, derrotando en la final a Alex Kuznetsov por 6-4, 3-6 y 6-4. Luego cayó derrotado en la clasificacíon del Regions Morgan Keegan Championships ante Bjorn Phau por 5-7, 6-3 y 3-6. Igualmente perdió en primera ronda del Torneo de Delray Beach a manos de Florent Serra por 6-3, 3-6 y 5-7.
En el Masters de Indian Wells 2011, arrancó con una victoria sobre Jeremy Chardy por 6-7(5), 7-6(2) y 6-3, en segunda ronda venció a Guillermo García-López por 6-3 y 7-6(4), en la tercera ronda derrotó en un gran juego a Milos Raonic por 7-6(1), 4-6 y 6-4, finalmente sucumbió ante Roger Federer con marcador de 6-7(4) y 3-6.
En Masters de Miami 2011, cayó derrotado en primera ronda frente a Rainer Schuettler por 5-7 y 2-6. En su primer torneo en arcilla, el Torneo de Houston, fue derrotado en primera ronda por Horacio Zeballos por 4-6 y 3-6.
Logró participar en Roland Garros como Perdedor Afortunado, y fue derrotado en primera ronda por Robin Soderling por 1-6, 7-6(5), 3-6 y 5-7.
En su preparación para Wimbledon, participó en el Torneo de Queen's Club donde recibió una invitación, pero fue derrotado por Michael Berrer con parciales de 6-7(7), 6-2 y 5-7.
Durante Wimbledon, procedente de la fase de clasificación, logró llegar hasta segunda ronda, derrotando en primera ronda a Ivan Dodig por 7-6(5), 6-0 y 7-5, en segunda ronda fue derrotado por David Ferrer por 7-6(6), 1-6, 6-4, 3-6 y 2-6. Luego en el Torneo de Newport fue derrotado en primera ronda por Arnaud Clement por 4-6 y 1-6.
En el US Open Series, participó en el Torneo de Atlanta, donde en primera ronda derrotó a Yuichi Sugita por 6-1 y 7-6(5), en segunda ronda a Xavier Malisse por 6-7(3), 6-4 y 6-4, en cuartos de final a Rajeev Ram por 4-6, 6-1 y 7-6(5), fue derrotado en semifinales por Mardy Fish con marcador de 2-6 y 4-6. Luego en el Torneo de Los Ángeles, derrotó en primera ronda a Richard Berankis por 6-7(4), 7-5 y 6-3, en segunda a Michael Russell por 6-3 y 6-4, en cuartos de final a Yen-Hsun Lu por 3-6, 6-3 y 6-4, pero fue derrotado en semifinales por Mardy Fish, por 0-6, 6-4, 6-7(3).
Recibió una tarjeta de invitación para participar en el Torneo de Washington, donde en primera ronda derrotó a Mischa Zverev por 6-4, 1-6 y 6-1, fue derrotado en segunda ronda por Victor Troicki con marcador de 7-5 y 6-2. De igual manera accedió al Masters de Cincinnati, donde en primera ronda derrotó a Juan Ignacio Chela por doble 6-3, pero fue derrotado en segunda ronda por Novak Djokovic por 6-2 y 6-3. Igualmente logró participar en el Torneo de Winston-Salem, derrotando el primera ronda a Victor Hanescu por 1-6, 6-3 y 6-4, y en segunda ronda fue derrotado por Pierre-Ludovic Duclos por doble 5-7.
En el Us Open fue derrotado en primera ronda por Marin Čilić con marcador de 2-6, 5-7 y 6-7(6).
Durante la gira asiática participó en el Torneo de Kuala Lumpur donde fue derrotado en primera ronda por Nikolai Davydenko por 3-6 y 2-6, luego en el Torneo de Tokio tuvo que participar en la fase de clasificación, en donde derrotó a Yasutaka Uchiyama por 6-7(1), 6-2 y 6-4, luego a Rainer Schuettler por 6-7(3), 5-3 y retiro, por lo que accedió al cuadro principal, enfrentando a Mardy Fish, quien lo derrotó por 4-6, 6-3 y 5-7. En el Masters 1000 asiático, el Masters de Shanghái tuvo que venir desde la clasificación, donde en su primera ronda derrotó a Di Wu por 6-2 y 6-0, luego a Teimuraz Gabashvili por 6-3, 4-6 y 7-6(3), en la primera ronda del cuadro principal enfrentó a Victor Troicki, a quien derrotó por doble 6-3, fue derrotado en segunda ronda por Matthew Ebden por 4-6 y 2-6.

### 2012
Inició la temporada en el Brisbane International 2012, donde en primera ronda fue derrotado por Marcos Baghdatis, con marcador de 6-7(7) y 4-6. Luego en el Heineken Open 2012, enfrentó en primera ronda a Sam Querrey, a quien derrotó por 6-4 y 6-3, en segunda ronda fue derrotado por Philipp Kohlschreiber por 6-4, 4-6 y 3-6.
En el Abierto de Australia 2012 enfrentó en primera ronda a Andy Murray, quien lo derrotó por marcador de 6-4, 3-6, 4-6 y 2-6. En la Copa Davis 2012 derrotó de Michael Lammer de Suiza por 7-6(0) y 7-6(4).
Durante el SAP Open 2012, derrotó en primera ronda a Oliver Rochus por 4-6, 6-2 y 6-3, en segunda ronda derrotó a Robby Ginepri por 6-3, 2-6 y 7-6(0), en cuartos de final derrotó a Dimitar Kutrovsky por 6-1 y 6-4, pero en semifinales perdió ante Milos Raonic por 6-7(4), 2-6. Durante el Torneo de Memphis en primera ronda derrotó a Jack Sock por 6-3, 2-6 y 6-4, en segunda ronda fue derrotado por Oliver Rochus, con marcador de 4-6 y 5-7.

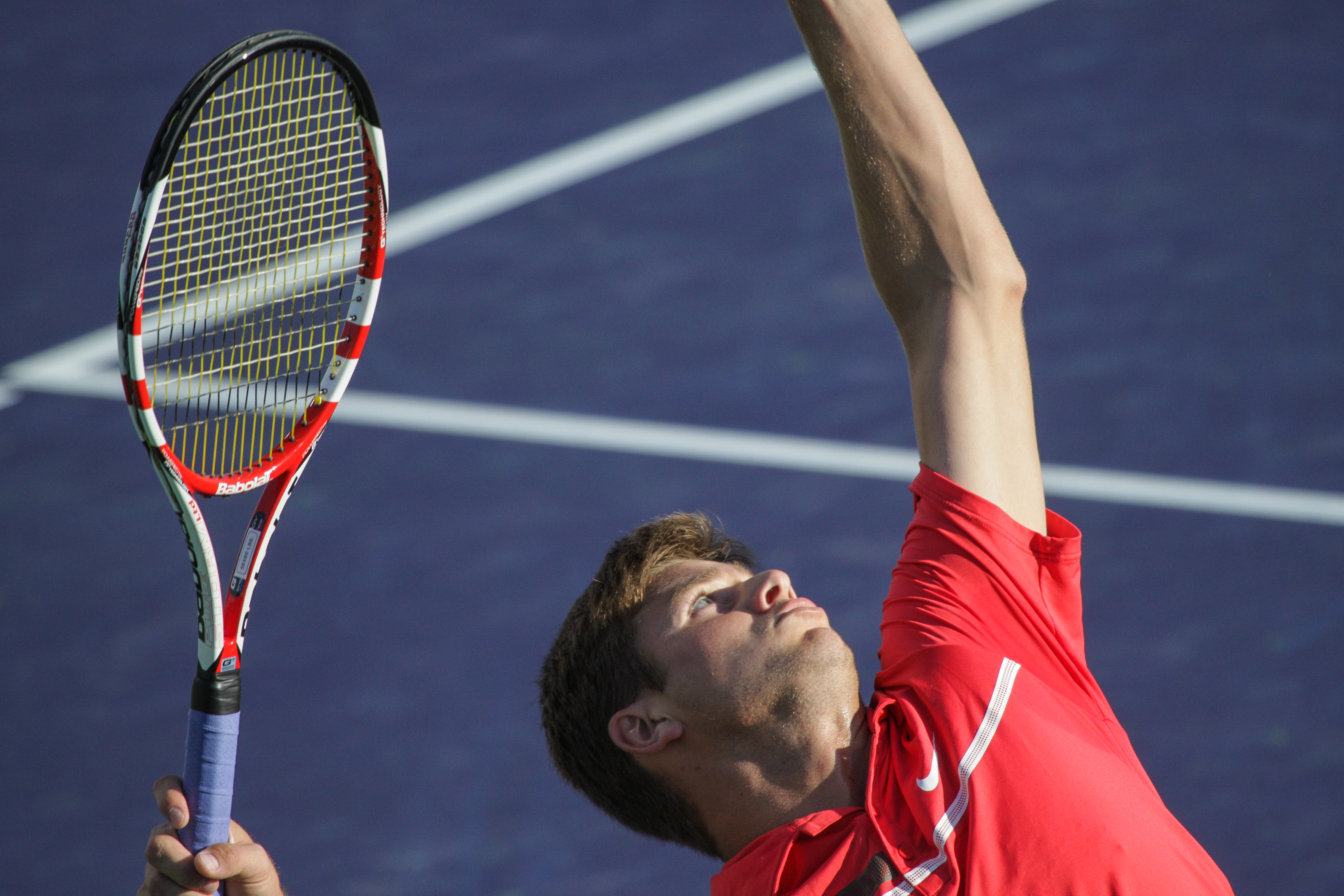
Ryan Harrison en el Masters de Indian Wells.

En la primera ronda del Masters de Indian Wells 2012, derrotó a Flavio Cipolla por 6-1 y 6-2, en segunda ronda derrotó a Victor Troicki por 7-6(5) y 6-3, en tercera derrotó a Guillermo García López por 6-4 y 7-5, en cuarta ronda perdió ante Gilles Simon en tres set, por 6-7(0), 7-5 y 1-6. En el Masters de Miami 2012, derrotó en primera ronda a Potito Starace por 6-7(6), 6-4 y 6-4, en la segunda ronda enfrentó a Roger Federer, quien lo derrotó por 2-6 y 6-7(3).
En los cuartos de final de la Copa Davis 2012, enfrentó a Jo-Wilfried Tsonga, quien lo derrotó por 5-7, 2-6, 6-2 y 2-6, en el quinto punto fue derrotado por Gilles Simon por 2-6 y 3-6. Después participó en el Torneo de Houston, derrotando en primera ronda a Alex Bogomolov Jr. por 4-6, 6-4 y 6-3, en segunda ronda derrotó a Igor Kunitsyn por 6-2 y 6-4, luego perdió ante Michael Russell por 1-6, 7-5 y 3-6.
Inició su gira europea de arcilla en el Torneo de Belgrado, donde en primera ronda enfrentó a Joao Souza, quien lo derrotó por doble 6-3, luego en el Mutua Madrid Open 2012 enfrentó en primera ronda a Sergiy Stakhovsky por 7-6(3) y 7-6(5), en segunda ronda fue derrotado por Jo-Wilfried Tsonga con marcador de 6-2 y 7-6(4). Durante la Copa Mundial por Equipos 2012, fue derrotado en su primer encuentro por Leonardo Mayer por 4-6, 7-5 y 3-6, en su segundo encuentro derrotó a Tatsuma Ito por 6-2, 7-6(5).  En el Grand Slam sobre arcilla, Roland Garros 2012, fue derrotado en primera ronda por Gilles Simon, con marcador de 6-3, 5-7, 4-6 y 6-1.
Comenzó su temporada en césped en el Torneo de Eastbourne, donde en primera ronda derrotó a Vasek Pospisil por 3-6, 7-6(2) y 7-6(2), en segunda ronda derrotó a Lu Yen-hsun por 6-1 y 7-6(2), en cuartos de final derrotó a Denis Istomin por 7-6(5) y 6-4, en semifinales fue derrotado por Andreas Seppi, con marcador de 7-5 y 6-1. En la primera ronda de l Campeonato de Wimbledon 2012 derrotó a Lu Yen-hsun por 4-6, 6-3, 6-4 y 6-2, en segunda ronda perdió ante Novak Djokovic por triple 4-6. Como preparación previa de los juegos olímpicos participó en el Torneo de Newport, donde en primera ronda derrotó a Ruben Bemelmans por 7-6(8), 6-7(5) y 7-5, en segunda ronda derrotó a Jesse Levine por 6-3 y 6-4, avanzó a semifinales después del retiro de Benjamin Becker cuando el marcador se encontraba 6-4 y 3-0 a favor de Harrison, en semifinales fue derrotado por el eventual campeón John Isner, con marcador de 6-7(4) y 3-6. Durante los US Open Series, participó en el Torneo de Atlanta 2012, donde fue derrotado en primera ronda por James Blake 6-1, 3-6 y 5-7. Durante la celebración de los Juegos Olímpicos de Londres 2012 fue derrotado en primera ronda por Santiago Giraldo, con marcador de 5-7 y 3-6.

## Torneos de Grand Slam

### Dobles (1)
| Año  | Torneo        | Pareja        | Oponentes en la final          | Resultado           |
| 2017 | Roland Garros | Michael Venus | Santiago González Donald Young | 7-6(5), 6-7(4), 6-3 |

## Títulos ATP (5; 1+4)

### Individuales (1)
| Leyenda                         |
| Grand Slam (0)                  |
| ATP Wourld Tour Finals (0)      |
| ATP World Tour Masters 1000 (0) |
| ATP World Tour 500 (0)          |
| ATP World Tour 250 (1)          |

| N.º | Fecha                 | Torneo  | Superficie | Oponente en la final | Resultado |
| --- | --------------------- | ------- | ---------- | -------------------- | --------- |
| 1.  | 19 de febrero de 2017 | Memphis | Dura (i)   | Nikoloz Basilashvili | 6-1, 6-4  |

#### Finalista (3)
| N.º | Fecha               | Torneo   | Superficie | Oponente en la final | Resultado      |
| --- | ------------------- | -------- | ---------- | -------------------- | -------------- |
| 1.  | 30 de julio de 2017 | Atlanta  | Dura       | John Isner           | 6-7(6), 6-7(7) |
| 2.  | 7 de enero de 2018  | Brisbane | Dura       | Nick Kyrgios         | 4-6, 2-6       |
| 3.  | 29 de julio de 2018 | Atlanta  | Dura       | John Isner           | 7-5, 3-6, 4-6  |

### Dobles (4)
| Leyenda                         |
| Grand Slam (1)                  |
| ATP Wourld Tour Finals (0)      |
| ATP World Tour Masters 1000 (0) |
| ATP World Tour 500 (0)          |
| ATP World Tour 250 (3)          |

| N.º | Fecha               | Torneo        | Superficie    | Pareja        | Oponentes en la final          | Resultado           |
| --- | ------------------- | ------------- | ------------- | ------------- | ------------------------------ | ------------------- |
| 1.  | 10 de julio de 2011 | Newport       | Hierba        | Matthew Ebden | Johan Brunström Adil Shamasdin | 4-6, 6-3, [10-5]    |
| 2.  | 22 de julio de 2012 | Atlanta       | Dura          | Matthew Ebden | Xavier Malisse Michael Russell | 6-3, 3-6, [10-6]    |
| 3.  | 7 de mayo de 2017   | Estoril       | Tierra batida | Michael Venus | David Marrero Tommy Robredo    | 7-5, 6-2            |
| 4.  | 10 de junio de 2017 | Roland Garros | Tierra batida | Michael Venus | Santiago González Donald Young | 7-6(5), 6-7(4), 6-3 |

#### Finalista (3)
| N.º | Fecha                 | Torneo       | Superficie | Pareja             | Oponentes en la final              | Resultado              |
| --- | --------------------- | ------------ | ---------- | ------------------ | ---------------------------------- | ---------------------- |
| 1.  | 19 de febrero de 2017 | Memphis      | Dura (i)   | Steve Johnson      | Brian Baker Nikola Mektić          | 3-6, 4-6               |
| 2.  | 29 de julio de 2018   | Atlanta      | Dura       | Rajeev Ram         | Nicholas Monroe John-Patrick Smith | 6-3, 6-7(5), [8-10]    |
| 3.  | 13 de enero de 2021   | Delray Beach | Dura       | Christian Harrison | Ariel Behar Gonzalo Escobar        | 7-6(5), 6-7(4), [4-10] |

## Challengers y Futures (0+0)

### Individuales
| N.º | Fecha       | Torneo                     | Superficie | Oponente en la final | Resultado     |
| --- | ----------- | -------------------------- | ---------- | -------------------- | ------------- |
| 1.  | 30..01.2011 | Challenger de Honolulu     | Dura       | Alex Kuznetsov       | 6-4, 3-6, 6-4 |
| 2.  | 28.04.2013  | Challenger de Savannah     | Tierra     | Facundo Argüello     | 6-2, 6-3      |
| 3.  | 11.01.2015  | Challenger de Happy Valley | Dura       | Marcos Baghdatis     | 7-68, 6-4     |

### Dobles
| N.º | Fecha      | Torneo                  | Superficie | Compañero          | Oponentes en la final          | Resultado |
| --- | ---------- | ----------------------- | ---------- | ------------------ | ------------------------------ | --------- |
| 1.  | 24.10.2010 | Challenger de Calabasas | Dura       | Travis Rettenmaier | Rik De Voest Bobby Reynolds    | 6-3, 6-3  |
| 2.  | 30.01.2011 | Challenger de Honolulu  | Dura       | Travis Rettenmaier | Robert Kendrick Alex Kuznetsov | w/o       |